# Colus syrtensis
Colus syrtensis är en snäckart som först beskrevs av Alpheus Spring Packard 1867.  Colus syrtensis ingår i släktet Colus och familjen valthornssnäckor. Inga underarter finns listade i Catalogue of Life.